# Cionichthys
Cionichthys (dal greco antico "pesce pilastro", in riferimento a Big Indian Rock, una formazione rocciosa nei pressi della località tipo) è un genere estinto di pesci ossei d'acqua dolce appartenente ai Redfieldiiformes, vissuto durante il Triassico superiore in Nord America, in particolare nelle regioni sudoccidentali e orientali del continente.

## Descrizione
Cionichthys aveva un corpo fusiforme, con pinne dorsale e anale distanziate e poste posteriormente. La lunghezza totale dell’animale si aggirava attorno ai 16 cm. Il cranio era relativamente piccolo (circa un quinto della lunghezza corporea), e la profondità massima del corpo leggermente maggiore.
Era simile al più recente Redfieldius, ma se ne differenziava per la presenza di due soli parietali rettangolari (anziché tre o quattro) e nell'ornamentazione delle ossa dermiche molto meno evidente.
La specie tipo, C. dunklei, è nota da esemplari completi, mentre C. greeni è descritta da un cranio completo e ulteriori resti parziali. Cionichthys greeni si differenzia da C. dunklei per la presenza di dermosfenotici più lunghi e stretti, adnasali più piccoli che non raggiungono l'orlo orbitale, un ramo posteroventrale dell'antorbitale più corto, e margini dell'opercolo e delle scaglie con denticolatura evidente.

## Classificazione
Il genere Cionichthys è assegnato alla famiglia Redfieldiidae, ordine Redfieldiiformes, un gruppo di pesci ossei arcaici diffuso in ambienti d'acqua dolce del Triassico. Benché simile a Redfieldius, differenze sistematiche nella morfologia cranica giustificano la sua distinzione a livello generico.
I fossili di Cionichthys provengono da varie formazioni triassiche nordamericane, in particolare dal Dockum Group (Texas), Chinle Formation (Utah, Arizona), e formazioni del Newark Supergroup (Virginia, Pennsylvania, New Jersey, North Carolina).
Il genere include attualmente tre specie principali. Cionichthys dunklei (Schaeffer, 1967) è noto dal Carnico del Colorado (Formazione Chinle). Cionichthys greeni (Schaeffer, 1967) proviene dal Norico del Texas (Dockum Group). Una terza specie, Cionichthys meekeri (Schaeffer & McDonald, 1978), è dubbia e talvolta collocata nel genere Dictyopyge; è stata rinvenuta nel Carnico della Virginia (Formazione Doswell).
Resti indeterminati attribuiti a Cionichthys sono stati identificati nella Formazione Doswell (Virginia), nella Formazione Lockatong (Pennsylvania e New Jersey), dove erano precedentemente riferiti a Redfieldius obrai, e nelle Formazioni Cumnock e Cow Branch della Carolina del Nord. Nelle regioni occidentali, resti provenienti dalla Formazione Chinle (Arizona e Utah, età Norico–Retico) e dalla Formazione Redonda (New Mexico) sono stati assegnati con cautela a C. greeni.